# Schantarinseln
Die Schantarinseln (russisch Шантарские острова/Schantarskije ostrowa) sind eine Inselgruppe im Südwesten des Ochotskischen Meeres im Fernen Osten Russlands.
Der Archipel besteht aus 15 Inseln mit einer Gesamtfläche von etwa 2.500 km². Sie sind von der Küste (Tugurbucht und Tugurhalbinsel) durch schmale Meerengen getrennt, darunter die nur vier Kilometer breite Lindholmstraße zwischen dem Festland und den nächstgelegenen Inseln. Nordwestlich der Inseln erstreckt sich die Udabucht, südöstlich die Akademiebucht. Das Seegebiet zwischen Schantarinseln und Festland wird auch als Schantarmeer (Шантарское море/ Schantarskoje more) bezeichnet.
Die Oberfläche der Inseln ist größtenteils gebirgig, die Küsten sind steil. Die Inseln sind aus Sandstein und Glimmerschiefern gebildet, welche von Graniten und ultrabasischen Gesteinen durchbrochen wurden.
Die Berge sind von Lärchen- und Tannenwäldern bedeckt; die Gipfelbereiche werden von Zwerg-Kiefer-Knieholz eingenommen.
Administrativ gehören die Schantarinseln zum Rajon Tugur-Tschumikan der Region Chabarowsk. Es gibt keine permanente Bevölkerung auf den Schantarinseln.

## Liste der Schantarinseln
| Name                                    | Fläche (km²) | maximale Höhe (m) |
| --------------------------------------- | ------------ | ----------------- |
| Bolschoi Schantar (Große Schantarinsel) | 1.766        | 720               |
| Feklistow-Insel                         | 372          | 485               |
| Maly Schantar (Kleine Schantarinsel)    | 100          | 224               |
| Belitschi                               | 70           | 453               |
| Prokofjew-Insel                         | 40           | 638               |
| Kussow-Insel                            | 10           | 651               |
| Sacharnaja Golowa                       | 6            | 266               |
| Juschny                                 | 3            | 182               |
| Ptitschi                                | 3            | 239               |
| Sewerny                                 | 1            | 134               |
| Sredni                                  | <1           | 93                |
| Utitschi                                | <1           | 198               |